# Тркусув
Тркусув (пол. Trkusów) — село в Польщі, у гміні Нові Скальмежиці Островського повіту Великопольського воєводства.
Населення — 149 осіб (2011).

## Демографія
Демографічна структура станом на 31 березня 2011 року:
|          | Загалом | Допрацездатний вік | Працездатний вік | Постпрацездатний вік |
| -------- | ------- | ------------------ | ---------------- | -------------------- |
| Чоловіки | 65      | 9                  | 49               | 7                    |
| Жінки    | 84      | 13                 | 52               | 19                   |
| Разом    | 149     | 22                 | 101              | 26                   |